# Eger-völgye
Eger-völgye vagy más néven Dörögdi-medence. A Balaton-felvidék és a Bakony között fekvő medence. Fő vízfolyása az Eger-patak.

## Tája
Az Eger-völgye dombjai 100-150 méterrel emelkednek a Balaton vízszintje fölé. Legjelentősebb vízfolyása, az Eger-patak a két tájegységet elválasztó geológiai törésvonalon fut bele a Vázsonyi-Séd, majd eléri a Balatont. Tőle északra többnyire összefüggő erdők találhatók, amelyek főleg tölgyesekből állnak. Ezen a vidéken jellemző a szőlőművelés, szinte mindegyik falunak van szőlőhegye. Természeti adottságai lehetővé teszik az állattenyésztést és a mezőgazdálkodást. Az Eger-völgye nagy szántóterületeknek és legelőknek ad otthont.

## Eger-völgye falvai
- Pula
- Öcs
- Vigántpetend
- Taliándörögd
- Kapolcs
- Monostorapáti